# Tallium-bromid-jodid
A tallium-bromid-jodid egy szervetlen kémiai vegyület, képlete Tl(Br, I), ipari kódneve KRS-5. A tallium-jodid és a tallium-bromid vegyes kristálya. Különleges jelentőséggel bír rendkívüli optikai tulajdonságai miatt az infravörös spektroszkópiában.

## Tulajdonságai
Az iparilag  használt formálisan 42% tallium-bromidot és 58% tallium-jodidot tartalmaz,  és ezért az átlagos moláris tömege 311,53 g/mol. A kristályszerkezetben az összes kation tallium ion (Tl+)  míg az anionok 42%-a bromid (Br−) és 58% jodid (I−).
Vörös színű. Köbös kristályrendszerben kristályosodik. Tércsoport {\displaystyle Pm{\bar {3}}m}. Kristályszerkezete cézium-klorid típusú. Kristályai nagy puhák, Knoop keménysége 40k (a gyémánté 7000k). A kálium-bromidhoz hasonlóan könnyen deformálható.  
Nagy törésmutatója van: hullámhossztól függően  2,73–2,15.

## Felhasználása
Használják ablakok, lencsék és szűrők, optikai eszközök infravörös kamerák és infravörös spektrométerek gyártásánál. Továbbá használják az ATR spektroszkópiában.

## Biztonság
A tallium-bromid jodid, mint minden tallium-vegyület, erősen toxikus, annak ellenére, hogy az alacsony oldhatósága korlátozza tallium-jodid tartalma toxicitását, emiatt lehet biztonságosan használni a spektroszkópiában. Oldódik egyes szerves oldószerekben, az oldott talliumsók rendkívül mérgezőek.

## Fordítás
- Ez a szócikk részben vagy egészben  a   Thalliumbromidiodid című német Wikipédia-szócikk fordításán alapul.  Az eredeti cikk szerkesztőit annak laptörténete sorolja fel. Ez a jelzés csupán a megfogalmazás eredetét és a szerzői jogokat jelzi, nem szolgál a cikkben szereplő információk forrásmegjelöléseként.